# Czarna księga cenzury PRL

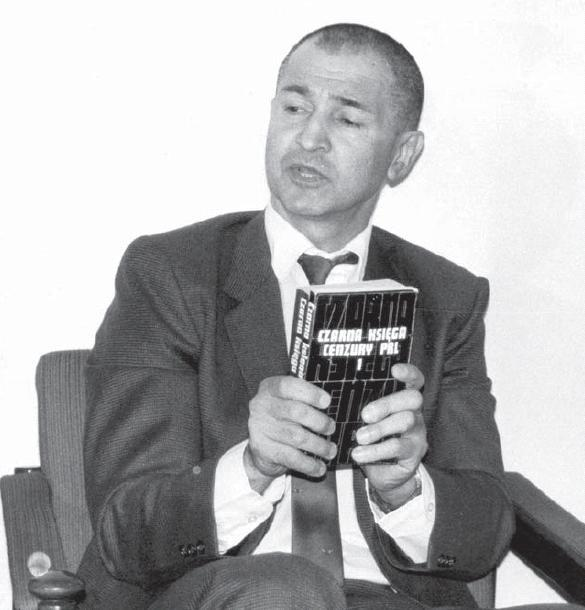
Tomasz Strzyżewski z Czarną księgą cenzury PRL

Czarna księga cenzury PRL – książka napisana przez Tomasza Strzyżewskiego. Pierwsze wydanie opublikowano w Londynie w 1977 roku w wydawnictwie Aneks.
W 2015 r. Strzyżewski opublikował poprzez Wydawnictwo Prohibita nowe wydanie zatytułowane „Wielka księga cenzury PRL w dokumentach”.
Czarna księga... zawiera materiały i dokumenty cenzury z okresu PRL oraz ręcznie przepisywane fragmenty najważniejszego jej dokumentu – zbioru instrukcji, mieszczącego się w „Książce Zapisów i Zaleceń Głównego Urzędu Kontroli Prasy, Publikacji i Widowisk w Warszawie”, zwanej przez niektórych „biblią cenzorską”.

## Zbieranie materiałów doKsięgi
Tomasz Strzyżewski zajmował się tym przez 18 miesięcy – praktycznie przez cały okres swego pobytu i pracy w krakowskiej delegaturze GUKPPiW od sierpnia 1975 r. do lutego 1977 r.
Kontrolowano przestrzeganie zasad interpretacyjnej i merytorycznej adekwatności w posługiwaniu się kryteriami cenzury, której dziennikarze i publicyści poddawali siebie samych (autocenzura), jak również tej, którą na terytorium całego kraju stosowały redakcje (cenzura redakcyjna).
Dla zapewnienia sporządzanemu zbiorowi maksimum reprezentatywności, Strzyżewski podporządkował selekcję dokumentów pewnej, z konieczności dość skomplikowanej, koncepcji. Obrał sobie w tym celu cztery kryteria selekcji, aby tak czytelnicy mogli wyrobić sobie na ich podstawie właściwy pogląd na mechanizmy oraz na sens funkcjonowania cenzury w mediach totalitarnego państwa, którym była PRL.
Kryteria te to:
1. Wymóg, aby w zbiorze tym znalazł się przynajmniej jeden oryginalny egzemplarz dokumentu, mogący reprezentować każdy z funkcjonujących w obiegu wewnętrznym GUKPPiW typów publikacji instruktażowo-sprawozdawczych.
2. Wymóg, aby do zbioru tego włączyć takie dokumenty, w których znalazłyby odzwierciedlenie najważniejsze wydarzenia społeczne i polityczne w Polsce podczas jego pobytu w tym urzędzie oraz w okresie wcześniejszym, w przypadku gdyby dokumenty takie nie zostały jeszcze komisyjnie zniszczone (z 1974 r.).
3. Wymóg, aby do zbioru tego włączyć dokumenty odzwierciedlające najważniejsze wydarzenia polityczne za granicą w powyższym okresie.
4. Wymóg równomiernego (w przedziale czasowym) rozłożenia wytypowanych dokumentów – pomiędzy datą najwcześniejszego z nich a datą ostatniego dnia jego pobytu w urzędzie.

Problem wzajemnego dopasowywania powyższych kryteriów komplikował się z powodu upływu czasu, w miarę którego Strzyżewski sukcesywnie musiał dostosowywać aktualną listę dokumentów do zmieniającej się sytuacji politycznej – tak w kraju, jak i za granicą. Z niektórych musiał rezygnować, by zastępować je innymi, odnoszącymi się do nowych, ważniejszych wydarzeń politycznych (np. konferencji KBWE w Helsinkach, wydarzeń czerwcowych, obchodów 200-lecia niepodległości USA czy zmian w konstytucji). Niemałym utrudnieniem była też świadomość zagrożenia w razie wykrycia jego działalności.

## Wywóz dokumentów
Selekcja dokumentów była nieunikniona również i z tego względu, że gotowy ich komplet zmieścić się musiał w gabarytach pakunku, który Strzyżewski zaplanował przemycić pod ubraniem. Przez cały czas, jaki pozostał mu do dyspozycji – tak długi, jak długo trwać miało oczekiwanie na paszport – pozorować musiał sumienne wykonywanie obowiązków służbowych. Inaczej nie udałoby mu się doprowadzić tej pracy do pomyślnego końca.
Strzyżewski ostatni dyżur poprzedzający urlop pełnił z 9 na 10 marca 1977 roku, do godz. 1.30. Ruszył bez zwłoki w drogę. Około południa wyleciał do Warszawy, aby następnie dojechać pociągiem do Świnoujścia. Przez kontrolę celną przeszedł w marynarce i rozpiętym płaszczu, z materiałami przytwierdzonymi do pleców. Wsiadł na prom do Szwecji.
Materiały okazały się na tyle rewolucyjne w swej treści, że początkowo nie wierzono w ich autentyczność.
Ostatecznie w 1977 opublikował wywiezione dokumenty w książce zatytułowanej Czarna księga cenzury PRL, wydanej przez wydawnictwo Aneks, które wkrótce okazać się miało rzecznikiem wrogiego mu środowiska politycznego. Będąc posądzonym o chęć zysku Strzyżewski kategorycznie zrzekł się wszelkich honorariów za polskie wydanie publikowane przez Aneks.
Prawdopodobnie z uwagi na jego introwertyczny charakter środowisko polonijne były mu nieufne uważając go za osobę niepewną, a nawet za nasłanego agenta, podczas gdy to właśnie wobec niego prowadzono dochodzenie, podsłuchiwano rozmowy i śledzono w Szwecji.

## Reakcja naCzarną księgę cenzury
Służba Bezpieczeństwa wyrażała zaniepokojenie rozwojem wydarzeń obawiając się wykorzystania tych dokumentów przez „reakcyjną prasę zachodnią”.
Lektura książki wywołała poruszenie u znanych ludzi pióra ówczesnej Polski. Stefan Kisielewski w swojej książce Dzienniki tak napisał:

Ci ludzie wszystko wiedzą o swoich zbrodniach i bzdurach, to są cynicy najwięksi, jacy istnieją, groza wieje z tego dokumentu. Myślałem, że o cenzurze wiem wszystko, tymczasem wiedziałem jeszcze mało. Teraz rozumiem, że Ruscy się ruszyli na Czechosłowację, kiedy prasa zaczęła tam drukować bez cenzury. Niewolnik jest niewolnikiem, dopóki o swojej niewoli nie wie. A o takiej postaci cenzury nie wie w Polsce chyba co najmniej 80 proc. ludzi. Niewolnicy, najczystsi niewolnicy!

Władysław Bartoszewski i Andrzej Szczypiorski dostarczyli do sekretariatu premiera list „apelujący o zreformowanie zasad działania urzędu” powodującego „zubożenie życia duchowego, zahamowanie rozwoju nauki i kultury”, podpisany przez czternaście osób, w tym Jana Parandowskiego. Dalsze protesty ogłosiły zarządy Polskiego Towarzystwa Filozoficznego oraz Polskiego Towarzystwa Socjologicznego, a 162. Konferencja Episkopatu wyraziła dezaprobatę.
Poruszona była również strona państwowa. Odchodzący minister kultury i sztuki Józef Tejchma nazwał Księgę „dokumentem hańby”. Mieczysław Rakowski (ówczesny redaktor naczelny tygodnika „Polityka”) udał się na skargę do członka Komitetu Centralnego Edwarda Babiucha.
W rezultacie na polecenie premiera Piotra Jaroszewicza rzecznik prasowy rządu Włodzimierz Janiurek wraz z szefem GUKPPiW St. Kosickim dokonali przeglądu wytycznych, usuwając około 70% zapisów z ówcześnie obowiązującej wersji księgi cenzorskiej.
Po latach, redaktor naczelny „Aneksu” Eugeniusz Smolar powiedział:

Dokumenty wywołały ogromne wrażenie w Polsce i na świecie i bez wątpienia przyczyniły się do zdynamizowania działań opozycji i osłabienia prawomocności władz PRL. [...] To był dynamit polityczny. Zobaczyliśmy, jak delikatnie ten skalpel [cenzury] pracował – oceniano.

W sierpniu 1980 roku na terenie Stoczni Gdańskiej kolportowano egzemplarze Księgi. Problem został też poruszony przez stoczniowców ze Szczecina – punkt 21. ich porozumienia z władzą przewidywał ograniczenie działania GUKPPiW.

## W XXI wieku
W 2009 miało ukazać się nakładem Narodowego Centrum Kultury nowe, poprawione i uzupełnione wydanie Czarnej księgi cenzury PRL. Pomimo praktycznie zakończonych prac nad książką wydawca zakwestionował treść przedmowy napisanej przez Strzyżewskiego, który uznał takie postępowanie za formę cenzury i nie zgodził się na ingerencje w tekście. W rezultacie przedsięwzięcie pod patronatem ministra kultury i dziedzictwa narodowego nie doszło do skutku i druk książki został oficjalnie odwołany.
Jedyne zachowane oryginalne „Książki zapisów i zaleceń cenzorskich” zachowały się w Archiwum Państwowym w Gdańsku. Książki zaleceń wraz z innymi tajnymi dokumentami przekazał do Archiwum Kazimierz Rosadziński – były dyrektor gdańskiej cenzury, który w ten sposób zaprotestował przeciwko represjom władz w 1968 r.